# Tiolo (Grosio)
Tiolo è una piccola frazione del comune di Grosio in provincia di Sondrio, più precisamente dell'alta Valtellina.
Tiolo è ubicata a circa 20 km da Bormio e 50 km da Livigno, note località turistiche, non distante da questo paesino v'è l'imbocco per la strada che conduce al Passo del Mortirolo conosciuto anche come Passo della Foppa strada che collega la Valtellina alla Valcamonica.
I piatti tipici locali sono papa de cunfecc, pizzocher cul cuger (Nella versione fatti a "Gnocco"), e gli sciatt ("rospo" in dialetto - la versione Tiolina si chiama Manzola ed è a forma di frittella); questo nome è dovuto alla forma irregolare che assume questa frittella di grano saraceno con all'interno un cuore di formaggi tipici della valle, perlopiù Casera.
L'economia di questo piccolo borgo è basata sull'agricoltura, sull'allevamento bovino ed ovino e sulla presenza di piccole attività artigianali.

## Chiesa della Visitazione di Maria a S. Elisabetta
È Stata definita nel 1589 dal Vescovo di Como Feliciano Niguarda “chiesa elegante e ben ornata”. Vicina alla statale e affiancata da un elegante campanile di stile romanico-lombardo. Edificata nel corso del XV sec., fu devastata da un incendio nel 1618 e consacrata da Mons. Sisto Carcano vescovo di Germanicia e visitatore apostolico nel 1624. Chiesa già vice-cura a partire dal 1511 divenne parrocchia nel 1907. Si accede attraverso un pronao sostenuto da colonne in pietra verde dalle basi finemente scolpite. L'interno è a navata unica con due altari laterali.

### Ancona lignea dell'altar maggiore
Notevole opera lignea riccamente ornata e dorata, con quattro colonne e le statue di S. Rocco e S. Bernardo. È stata realizzata dai fratelli Domenico e Giovan Pietro Ramus figli di Giovan Battista di Edolo dal 1663 al 1666 in quel periodo abitanti a Tiolo nella casa della contrada. Venne decorata tra il 20 agosto 1677 e il 30 giugno 1678 da Giovan Pietro Fogaroli con il Figlio Pietro Antonio indoratori di Bormio. Racchiude una pala che rappresenta la Visitazione della B.V. Maria a S. Elisabetta, dipinta dal pittore Carlo Marni di Premadio nel 1663.
Sul territorio sono presente antiche fontane in pietra risalenti circa all'anno 300.
Di rilievo si segnala la presenza di un bel castagneto secolare a sud dell'abitato.
Tiolo è costruita ai lati della SS 38 dello Stelvio e costeggia il fiume Adda in sinistra orografica. Il dialetto parlato è il dialetto valtellinese (Versione Tiolino, una via di mezzo tra quello di Grosio e quello di Sondalo). Il punto di ritrovo tiolino è il Bui de Mez (fontana di mezzo), che per l'appunto si trova nel centro del paese.